# MaBoShi: The Three Shape Arcade
MaBoShi: The Three Shape Arcade (Katachi no Game: Maru Bou Shikaku au Japon et Maboshi's Arcade en Amérique du Nord) est un jeu vidéo de puzzle développé par Mindware Corp. et édité par Nintendo, sorti en 2008 sur Wii et téléchargeable à partir de la plateforme WiiWare.

## Accueil
- IGN : 8/10[1]

Dans une liste établie le 19 juillet 2011, IGN classe MaBoShi: The Three Shape Arcade 24e meilleur jeu de la plate-forme WiiWare.